# آناهایم داکس
آناهایم داکس یا اردک‌های آناهایم (در انگلیسی: Anaheim Ducks) نام یک تیم حرفه‌ای هاکی روی یخ از شهر آناهایم در ایالت کالیفرنیای آمریکا است. این تیم در شهر آناهایم مستقر است و اعضاء آن در لیگ ملی هاکی (NHL)، یعنی لیگ بزرگ و سراسری هاکی روی یخ آمریکای شمالی شرکت می‌کنند.
نام سابق این تیم اردک‌های قدرتمند آناهایم (Mighty Ducks of Anaheim) بود که این نام برگرفته شده از شخصیت‌های کارتونی کمپانی دیزنی است. تیم آناهایم داکس به کمپانی والت دیزنی متعلق بوده‌است.
تیم آناهایم داکز در سال ۲۰۰۷ میلادی با شکست تیم اتاوا سناتورز در مرحله نهایی جام حذفی استنلی کاپ برای اولین بار جام استنلی را به شهر آناهایم آورد. گفتنی است جام استنلی پرافتخارترین جام در بازی‌های هاکی است که هرساله تیم برنده مسابقات حذفی جام استنلی، جام قهرمانی را برای یکسال در شهرش نگاهداری می‌کند.

لوگو اولیه اردک‌های قدرتمند (از ۱۹۹۳ تا ۲۰۰۶). از این لوگو در فیلم دی۲: اردک‌های قدرتمند استفاده شد.